# Lê Trung Hưng (kiểm sát viên)
Lê Trung Hưng (sinh ngày 18 tháng 6 năm 1968) là kiểm sát viên cao cấp người Việt Nam. Ông hiện giữ chức vụ Viện trưởng Viện kiểm sát nhân dân tỉnh Phú Yên.

## Tiểu sử
Lê Trung Hưng sinh ngày 18 tháng 6 năm 1968, xã Hòa Tân Tây, huyện Tây Hòa, tỉnh Phú Yên.
Lê Trung Hưng là Đảng viên Đảng Cộng sản Việt Nam.
Ngày 20 tháng 12 năm 2016, Lê Trung Hưng, Phó Viện trưởng Viện kiểm sát nhân dân tỉnh Phú Yên, được Phó Viện trưởng Viện kiểm sát nhân dân tối cao Việt Nam Bùi Mạnh Cường trao quyết định của Viện trưởng Viện kiểm sát nhân dân tối cao Việt Nam bổ nhiệm giữ chức vụ Viện trưởng Viện kiểm sát nhân dân tỉnh Phú Yên kể từ ngày 15 tháng 12 năm 2016 theo Quyết định số 52/QĐ-VKSTC ký ngày 15/12/2016.
Sáng ngày 19 tháng 10 năm 2017, Lê Trung Hưng, Viện trưởng Viện kiểm sát nhân dân tỉnh Phú Yên, được trao quyết định bổ nhiệm chức danh kiểm sát viên cao cấp.
Tháng 9 năm 2018, Lê Trung Hưng là Tỉnh ủy viên, Bí thư ban cán sự Đảng Cộng sản Việt Nam thuộc VKSND tỉnh Phú Yên, Viện trưởng VKSND tỉnh Phú Yên.